# Biên niên sử làng Avonlea
Biên niên sử làng Avonlea là cuốn tập hợp các truyện ngắn của L. M. Montgomery có liên quan đến series truyện về Anne tóc đỏ. Nó bao gồm nhiều câu chuyện liên quan đến ngôi làng Canada giả tưởng Avonlea, được xuất bản lần đầu năm 1912 (sau khi 2 cuốn đầu trong series được xuất bản: Anne tóc đỏ dưới chái nhà xanh năm 1908 và Anne tóc đỏ làng Avonlea năm 1909).

## Mối liên quan với series Anne tóc đỏ
Anne Shirley chỉ chiếm một phần nhỏ trong cả cuốn sách. Trong tổng số 12 truyện, Anne là nhân vật chính trong 1 truyện (The Hurrying of Ludovic - Sự vội vàng của Ludovic) và đóng một vai trò nhỏ trong một truyện khác (The Courting of Prissy Strong - Sự theo đuổi của Prissy Strong), được nhắc sơ qua trong 5 truyện khác là: "Each in His Own Tongue", '"Little Joscelyn"', "The Winning of Lucinda", '"Quarantine at Alexander Abraham's" and "The End of a Quarrel".
Một số nhân vật khác của làng Avonlea trong series truyện Anne tóc đỏ cũng xuất hiện trong tập này như bà Marilla Cuthbert, Rachel Lynde. Sự hiện diện sơ qua của Diana Barry, Vợ chồng mục sư Allan. Nhân vật Alice Penhallow trong truyện "The Winning of Lucinda" sẽ xuất hiện trong cuốn "Anne tóc đỏ của đảo hoàng tử Edward". Trên thực tế, đám cưới của Alice Penhallow mà Anne nhắc đến trong chương XLI của tập "Anne tóc đỏ của đảo hoàng tử Edward" là bối cảnh cho câu chuyện "The Winning of Lucinda". Gia đình nhà Penhallow cũng là những nhân vật trung tâm một tiểu thuyết sau này của Montgomery, đó là cuốn "A Tangled Web".
Phần lớn những câu truyện trong tập dù là về cư dân của Avonlea và những vùng xung quanh nhưng không xuất hiện trong series truyện Anne tóc đỏ. Một phần vì cuốn truyện này là tập hợp những truyện đã được Montgomery viết và xuất bản trên nhiều tạp chí khác nhau trước khi cuốn Anne tóc đỏ dưới chái nhà xanh ra đời. Sau thành công của 2 cuốn Anne tóc đỏ dưới chái nhà xanh năm 1908 và Anne tóc đỏ làng Avonlea năm 1909, Montgomery đã được thúc giục để xuất bản nhiều truyện hơn về Anne. Do đó, bà đã sửa lại bối cảnh cho một số truyện đã xuất bản trước đây không liên quan đến Avonlea cho có liên quan cũng như thêm vào một số tình tiết dính đến Anne Shirley và các nhân vật khác. Tập truyện sau đó được giới thiệu với tư cách cuốn đi kèm với series Anne tóc đỏ.
Cuốn sách được đề tựa" "To the memory of MRS WILLIAM A. HOUSTON, a dear friend who has gone beyond." (Để ghi nhớ về bà MRS WILLIAM A. HOUSTON, một người bạn thân yêu đã đi xa.)

## Nội dung
1. "The Hurrying of Ludovic" (Sự vội vã của Ludovic)
2. "Old Lady Lloyd" (Bà già Lloyd)
3. "Each in His Own Tongue"
4. "Little Joscelyn"
5. "The Winning of Lucinda"
6. "Old Man Shaw's Girl"
7. "Aunt Olivia's Beau"
8. "Quarantine at Alexander Abraham's"
9. "Pa Sloane's Purchase"
10. "The Courting of Prissy Strong" (Sự theo đuổi của Prissy Strong)
11. "The Miracle at Carmody" (phép màu ở Carmody)
12. "The End of a Quarrel" (kết thúc một cuộc cãi vã)

## Các nội dung khác liên quan
Một cuốn tiếp theo "Biên niên sử sâu hơn về làng Avolea (Further Chronicles of Avonlea)" xuất bản năm 1920 cũng viết về nhiều nhân vật khác nhau của vùng Avonlea. Một số câu chuyện trong đó được sử dụng để làm lên series truyền hình thành công Road to Avonlea (Đường tới Avonlea).